# Братска крв
Братска крв (енгл. Next of Kin) или Најближи рођак, амерички је акциони трилер филм из 1989. у режији Џона Ирвина са Патриком Свејзијем и Лијамом Нисоном у главним улогама, са Адамом Болдвином, Хелен Хант, Билом Пакстоном и Беном Стилером у једној од његових најранијих улога. Сценарио је заснован на истоименој причи, а обе је написао Мајкл Џенинг.
Након што је мафија убила човека из пословних разлога, његов брат, полицајац, креће да пронађе убицу. У међувремену, други брат, горштак, покушава сам да обави сопствену истрагу.

## Радња
Двоје из велике породице Гејтс живе и раде у Чикагу. Труман је полицајац, а Џералд возач камиона. Син Лоренс, помпезан и нарцисоидан момак, долази код шефа криминалног синдиката Џона Изабеле. Џон га додељује у групу са гангстером Џоијем Роселинијем, једним од његових најбруталнијих послушника. Пред Лоренсом, Роселини убија Џералда Гејтса за једва приметан прекршај.
Труман, сазнавши шта се догодило, обраћа се Изабели са захтевом да му преда убицу члана породице. Као одговор, добија одбијеницу. У исто време из залеђа стиже Брајар Гејтс, пун жеђи за осветом.